# Craugastor emcelae
Craugastor emcelae is een kikker uit de familie Craugastoridae. De soort werd voor het eerst wetenschappelijk beschreven door John Douglas Lynch in 1985. Oorspronkelijk werd de wetenschappelijke naam Eleutherodactylus emcelae gebruikt. De soortaanduiding emcelae is een eerbetoon aan de vrouw van de bioloog die de soort beschreef; Marsha C. Lynch. In tegenstelling tot wat gebruikelijk is, werd niet haar naam maar de voorletters hiervan gebruikt Em-Ce-El = emcelae.
De soort komt endemisch voor in Panama en wordt met uitsterven bedreigd. Craugastor emcelae is momenteel door de IUCN als kritiek geclassificeerd.
Bergbossen tussen 910 en 1450 meter hoogte in de Cordillera de Talamanca vormen het leefgebied van Craugastor emcelae. In Panama kwam de soort voor in onder meer Parque Internacional La Amistad, Reserva Forestal La Fortuna en Bosque Protector Palo Seco. De laatste waarneming was in 2015 in Jurutungo, waar waarschijnlijk een zeer kleine restpopulatie overleeft. Mogelijk leeft deze kikker ook in Costa Rica, maar daar zijn geen waarnemingen bekend. De schimmelziekte chytridiomycose en verlies van leefgebied vormen de bedreigende factoren voor Craugastor emcelae.